# Danh sách chi của Noctuidae:I
Noctuidae là một họ bướm đêm lớn gồm rất nhiều chi:
A B C D E F G H I J K L M N O P Q R S T U V W X Y Z
| - Iambia - Iambiodes - Ianius - Ichneutica - Ichthyopselapha - Idalima - Idia - Idicara - Ikondiana - Ilarus - Ilattia - Ilsea - Iluza | - Ilyrgis - Ilyrgodes - Imitator - Imleanga - Immetalia - Imosca - Inabaia - Incita - Indocala - Ingura - Inguridia - Insolentipalpus | - Interdelta - Internoctua - Iodopepla - Iontha - Ipanephis - Ipanica - Ipermarca - Ipimorpha - Ipiristis - Ipnea - Ipnista - Iranada | - Isadelphina - Isana - Isatoolna - Ischyja - Isochlora - Isogona - Isolasia - Isopolia - Isoura - Istarba - Itmaharela - Itomia |